# استا ارنداوتیر
استا ارنداوتیر (انگلیسی: Ásta Árnadóttir؛ زادهٔ ۹ ژوئن ۱۹۸۳) بازیکن فوتبال اهل ایسلند است.
از باشگاه‌هایی که در آن بازی کرده‌است می‌توان به باشگاه فوتبال زنان تیرسو اشاره کرد.
وی همچنین در تیم‌های ملی فوتبال زنان ایسلند، و زنان ایسلند، و زنان ایسلند، و زنان ایسلند، بازی کرده‌است.